# Катастрофа Boeing 707 в Гваделупе (1968)
Катастрофа Boeing 707 в Гваделупе (1968) — крупная авиационная катастрофа, произошедшая во вторник  5 марта 1968 года. Авиалайнер Boeing 707-328C авиакомпании Air France выполнял плановый рейс AF212 по маршруту Сантьяго—Лима—Кито—Богота—Каракас—Пуэнт-а-Питр—Санта-Мария—Лиссабон—Париж, но при заходе на посадку в Пуэнт-а-Питре врезался в склон вулкана Суфриер. Погибли все находившиеся на его борту 63 человека — 52 пассажира и 11 членов экипажа.

## Самолёт
Boeing 707-328C (регистрационный номер F-BLCJ, заводской 19724, серийный 667) был выпущен компанией «Boeing» в 1968 году и 13 января совершил свой первый полёт. 24 января того же года был передан авиакомпании Air France, в которой получил имя Chateau de Lavoute Polignac. Оснащён четырьмя турбореактивными двигателями Pratt & Whitney JT3D-3B. На день катастрофы налетал 46 часов.

## Экипаж
Самолётом управлял очень опытный экипаж, его состав был таким:
- Командир воздушного судна (КВС) — 53-летний Пьер Вьяр (фр. Pierre Viard). Очень опытный пилот, управлял самолётами Douglas DC-3, DC-4, SE.161, C.449, L-749, L-1049 и L-1649. В должности командира Boeing 707 — с 11 февраля 1961 года. Налетал 18 215 часов, 4415 из них на Boeing 707.
- Второй пилот — 34-летний Ален Вильнёв (фр. Alain Villeneuve). Опытный пилот, управлял самолётами Beechcraft 18S и Douglas DC-3. В должности второго пилота Boeing 707 — с 25 апреля 1967 года. Налетал 4737 часов, 1842 из них на Boeing 707.
- Штурман — 46-летний Жан Робьон (фр. Jean Robion). Налетал 12 462 часа, 2587 из них на Boeing 707.
- Бортинженер — 55-летний Луи Сюкко (фр. Louis Succo). Управлял самолётами DC-3, DC-4, L-749 и L-1049. В должности бортинженера Boeing 707 — с 10 июня 1960 года. Налетал 19 647 часов, 5145 из них на Boeing 707.

В салоне самолёта работали 7 бортпроводников:
- Роже Альше (фр. Roger Alcher), 38 лет — старший бортпроводник. В Air France с 7 апреля 1953 года.
- Мишель Орбан (фр. Michel Orban), 29 лет. В Air France со 1 марта 1962 года.
- Арман Руа (фр. Armand Rouas), 40 лет. В Air France с 18 апреля 1952 года.
- Жан-Жак Варанья (фр. Jean-Jacques Varagnat), 25 лет. В Air France с 29 мая 1965 года.
- Франсин Дюбуа (фр. Francine Dubois), 25 лет. В Air France с 24 апреля 1966 года.
- Моник Агальят (фр. Monique Agagliate), 29 лет. В Air France с 18 декабря 1961 года.
- Мари-Клод Феликс (фр. Marie-Claude Felix), 25 лет. В Air France с 1 марта 1968 года.

## Хронология событий
Boeing 707-328C борт F-BLCJ выполнял рейс AF212 из Сантьяго в Париж с промежуточными остановками в Кито, Каракасе, Пуэнт-а-Питре и Лиссабоне. В 19:27 рейс 212 вылетел из Каракаса, на его борту находились 11 членов экипажа и 52 пассажира. В 19:53 экипаж рейса 212 вышел на связь с диспетчерским центром в аэропорту Пиарко и доложил о занятии эшелона FL330 (10 050 метров), расчётной продолжительности полёта (1 час 8 минут), достижении точки начала снижения в 20:09 и посадке в аэропорту Пуэнт-а-Питра в 20:32.
В 20:09 экипаж рейса 212 запросил разрешение на снижение через 5 минут. Авиадиспетчер в Пиарко разрешил снижение до эшелона FL90 (2750 метров) с докладом о прохождении эшелона FL150 (4550 метров). В 20:14 (на 3 минуты раньше, чем по плану полёта) пилоты доложили о начале снижения, а через 7 минут (в 20:21) — о прохождении эшелона FL150. Диспетчер в Пиарко разрешил дальнейшее снижение и дал указание переходить на связь с диспетчером подхода Пуэнт-а-Питра, а также предупредил о летящем из Мартиники на эшелоне FL80 (2450 метров) авиалайнере DC-4, у которого расчётное время посадки в Пуэнт-а-Питре было 20:44. В 20:24 рейс AF212 занял эшелон FL90.
В 20:29, после нескольких неудачных попыток, экипаж рейса 212 наконец связался с диспетчерской вышкой Пуэнт-а-Питра. Диспетчер повторно дал разрешение снижаться до эшелона FL90, а также передал, что давление аэродрома 1016 гПа, указания по схеме захода на посадку на ВПП №11 и потребовал доложить о наблюдении взлётной полосы. но переданная диспетчером схема захода была относительно новой и отличалась от прежней. Далее рейс 212 пролетел над ярко освещённым городом, который пилоты приняли за Пуэнт-а-Питр и сделали вывод, что до достижения аэропорта осталось около минуты; на самом деле этим городом был Бас-Тер, находящийся на побережье Гваделупы.
Неверно определив своё местоположение, в 20:29:35 экипаж доложил о высоте полёта FL90 (2750 метров) и расчётном времени достижения аэропорта через 1-1,5 минуты. В 20:30 с борта рейса 212 доложили о наблюдении ВПП, на что было получено разрешение снижаться и выполнять визуальный заход на посадку на ВПП 11. Находясь на самом деле над гористой местностью, рейс AF212 начал снижаться и на высоте 1341 метр пролетел над Сен-Клодом, но в 20:32, продолжая снижение, врезался в склон вулкана Суфриер на высоте 1200 (по другим данным 1260) метров над уровнем моря и полностью разрушился. Все 63 человека на его борту погибли.

## Расследование
Расследование причин катастрофы рейса AF212 проводило Бюро по расследованию и анализу безопасности гражданской авиации (BEA).
Окончательный отчёт расследования был опубликован 3 июня 1969 года.
Согласно отчёту, причиной катастрофы стало преждевременное снижение самолёта в условиях визуального полёта ночью в гористой местности. Так как данные с обоих бортовых самописцев не удалось расшифровать, то установить последовательность действий экипажа, приведшую к катастрофе, оказалось невозможно.